# Abas de Argos
En la mitología griega, Abas o Abante (en griego Ἄβας, genitivo Ἄβαντος) es el duodécimo rey de Argos, que reinó en aquella ciudad durante veintitrés años. Es hijo de Linceo e Hipermnestra, padre de Acrisio y de Preto y bisabuelo de Perseo.
Contrajo matrimonio con una hija de Mantineo llamada Aglaya o Áglae. Por Abas, Áglae tuvo dos mellizos: Acrisio y Preto. De estos dos hermanos, dicen los autores clásicos que fueron duros enemigos durante toda su vida; y su propia madre contaba que, ya durante el embarazo, los sentía con frecuencia peleándose en su vientre. Quizá con esta apreciación los clásicos quisieron hacernos ver que su lucha era una continuación de la que mantuvieron sus antepasados: su bisabuelo Dánao (padre de las cincuenta danaides) y su bisabuelo Egipto, también padre de cincuenta hijos, aunque estos eran todos varones. 
Se dice que el propio Abante había anunciado a Linceo e Hipermestra la muerte de Dánao.
Otro hijo de Abas, en este caso ilegítimo, fue Lirco, de quien tomó su nombre la ciudad de Lircea. A veces se cita también al argonauta Idmón como hijo de Abas. Incluso otro autor nos dice que su hija fue Idómene, sin especificar la consorte.
Abante edificó la ciudad de Abas. A sus descendientes se les daba el patronímico abántidas o abántides, entre los que destacaron el citado Acrisio, Perseo, Esténelo y Dánae.
También se decía que había llevado una colonia de argivos a Tesalia, y era el motivo por el que a la llanura Tesalia se le había dado el nombre de Argos Pelásgica. Por otra parte, una fábula de Higino le atribuía la muerte de un tal Megapentes por causa de su padre, Linceo.
Poseía un escudo maravilloso que tenía la virtud de aterrorizar y paralizar al enemigo, el cual había pertenecido a su abuelo Dánao y estaba suspendido en el Hereo de Argos, por lo que los vencedores en los juegos Hereos recibían en premio un escudo hecho según este modelo.
Virgilio, en su Eneida, libro III, aprovecha esta leyenda para lisonjear a César. Supone que Eneas ha suspendido el escudo de Abas en la entrada del templo de Apolo, en Accio, dando a entender que Augusto, su descendiente y devoto de Apolo, había vencido con la protección del dios y de su piadoso antecesor.